# Orthotylus virescens
Espèce
Synonymes
- Capsus chloropterus Kirschbaum, 1856[1]
- Litosoma virescens Douglas & Scott, 1865[1]
- Melanotrichus (Melanotrichus) virescens Ehanno, 1960[1]
- Orthotylus chloropterus (Kirschbaum, 1856)[1]
- Orthotylus griseinervis Wagner, 1961[1]

Orthotylus virescens est une espèce européenne et asiatique d'insectes hétéroptères (punaises) de la famille des Miridae.

## Description
L'adulte mesure de 4 à 5 millimètres de long. Orthotylus virescens a un haut du corps dressé et poilu foncé et une membrane des ailes foncée. Le rostre est très court.

## Répartition
L'espèce est présente du sud de la Scandinavie à travers l'Europe occidentale et centrale au sud-est de l'Asie Mineure et du Moyen-Orient. Elle fut introduite au Canada.

## Écologie
La larve consomme les plantes des espèces Calicotome villosa, Cytisus commutatus, Cytisus scoparius, Genista scorpius.
La piqûre provoque de petits points blanchâtres sur les feuilles. Les punaises adultes apparaissent à partir de la seconde quinzaine de juillet et sont présentes jusqu'à début septembre.